# 太平镇 (阜新县)
太平乡，是中华人民共和国辽宁省阜新市阜新蒙古族自治县下辖的一个乡镇级行政单位。

## 行政区划
太平乡下辖以下地区：
太平村、扣卜村、新邱村、架木苏村、机房沟村、大道村和奇金台村。